# Serixia fumosa
Serixia fumosa är en skalbaggsart som först beskrevs av Francis Polkinghorne Pascoe 1867.  Serixia fumosa ingår i släktet Serixia och familjen långhorningar.
Artens utbredningsområde är Sarawak. Inga underarter finns listade i Catalogue of Life.